# María Luisa Calle Williams
María Luisa Calle Williams (Medellín, 3 d'octubre de 1968) és una ciclista colombiana, que s'ha especialitzat en la pista. Els seus principals èxits foren la medalla de bronze als Jocs Olímpics d'Atlanta en puntuació, i el Campionat del món en scratch.

## Palmarès en pista
- 1998
  - Medalla d'or als Jocs Centreamericans i del Carib en persecució
- 2001
  - 1a als Campionats Panamericans en Persecució
- 2002
  - Medalla d'or als Jocs Centreamericans i del Carib en persecució
- 2003
  - Medalla d'or als Jocs Panamericans en persecució
- 2004
  -  Medalla de bronze als Jocs Olímpics del 2004 en Puntuació
- 2005
  - 1a als Campionats Panamericans en Persecució
- 2006
  -  Campiona del món de Scratch
  - Medalla d'or als Jocs Sud-americans en persecució
  - Medalla d'or als Jocs Centreamericans i del Carib en persecució
  - 1a als Campionats Panamericans en Persecució
- 2007
  - Medalla d'or als Jocs Panamericans en persecució
  - 1a als Campionats Panamericans en Persecució
- 2010
  - Medalla d'or als Jocs Sud-americans en persecució per equips
  - Medalla d'or als Jocs Centreamericans i del Carib en persecució per equips
- 2011
  - 1a als Campionats Panamericans en Persecució
- 2012
  - 1a als Campionats Panamericans en Persecució

### Resultats a laCopa del Món
- 2001
  - 1a a Cali, en Persecució

## Palmarès en ruta
- 1999
  -  Campiona de Colòmbia en ruta
- 2001
  - 1a als Campionats Panamericans en contrarellotge
- 2002
  -  Campiona de Colòmbia en contrarellotge
- 2006
  - Medalla d'or als Jocs Sud-americans en contrarellotge
  - Medalla d'or als Jocs Centreamericans i del Carib en contrarellotge
- 2007
  -  Campiona de Colòmbia en contrarellotge
- 2010
  - Medalla d'or als Jocs Sud-americans en contrarellotge
- 2011
  -  Campiona de Colòmbia en contrarellotge
  - Medalla d'or als Jocs Panamericans en contrarellotge
- 2012
  -  Campiona de Colòmbia en contrarellotge
- 2014
  - Medalla d'or als Jocs Centreamericans i del Carib en contrarellotge